# Мануел Мендіш
Мануе́л Ме́ндіш (порт. Manuel Mendes; *18 січня 1906, Лісабон — 7 травня 1969, там же) — португальський письменник (романіст і автор оповідань), скульптор, літературний критик, літературознавець, і політичний діяч.

## З життєпису
Мануел Мендіш навчався на філологічному факультеті Лісабонського університету. Він не закінчив студій з історії та філософії через студентський страйк 1931 року.
Як політичний діяч відіграв важливу роль у формуванні Руху за демократичну єдність (Movimento de Unidade Democrática), будучи одним з організаторів зборів, що відбулися 8 серпня 1945 року, які власне й породили цей рух.
Як скульптор брав участь у таких виставках, як «Загальна виставка пластичних мистецтв» (Exposições Gerais de Artes Plásticas) (1946-47) та у виставці «Зала Незалежних» (Salão dos Independentes).
Як письменник опублікував декілька художніх творів, хроніки та дослідження про скульпторів та деяких письменників.
У 1960 році Мануелу Мендішу Асоціація журналістів та письменників (Associação de Jornalistas e Homens de Letras) присудила Премію Родрігеса Сампайю.
30 жовтня 1987 року (посмертно) М. Мендішу було присвоєно звання великого офіцера Ордена Свободи.

## Вибрана бібліографія
Оповідання
- Bairro (1945)
- Estrada (збірка новел, 1952)
- Segundo Livro do Bairro (1958)
- Terceiro Livro do Bairro (1961)

Романи
- Pedro, romance de um vagabundo (1954)
- Alvorada (1955)

Хроніки
- Roteiro Sentimental:
  - I - Douro. Lisboa: Sociedade de Expansão Cultural, 1964.
  - II - A Sul do Tejo. Lisboa: Sociedade de Expansão Cultural, 1965.
  - III - Os Ofícios. Lisboa : Seara Nova, 1967.

Біографія
- Machado de Castro. Lisboa : Cosmos, 1942. Coleção Biblioteca Cosmos, n.º 13.